# Alfredo Baquerizo Moreno (miasto)
Alfredo Baquerizo Moreno – miasto w Ekwadorze, w prowincji Guayas, stolica kantonu Alfredo Baquerizo Moreno.
Nazwane na cześć pisarza i prezydenta kraju Alfreda Baqueriza.
Przez miasto przebiega droga krajowa E25.